# ナイト2000

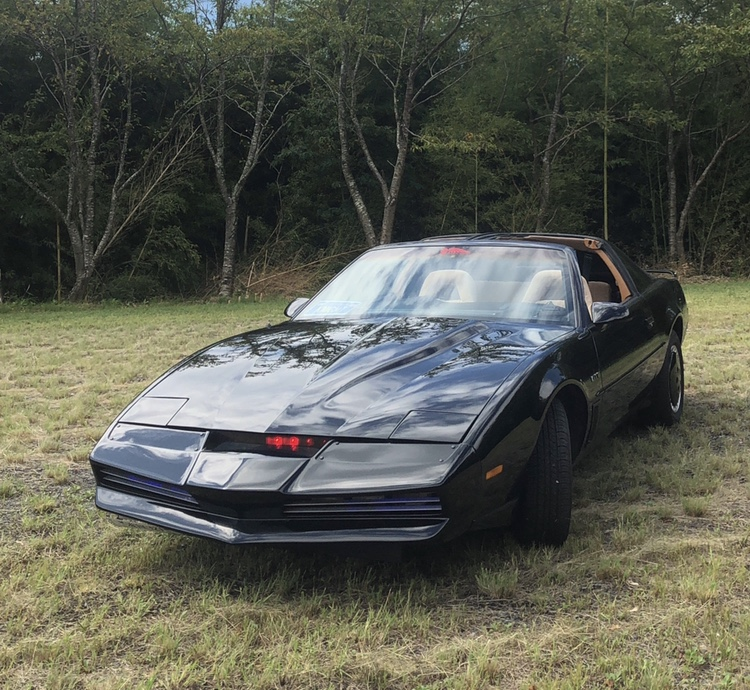
ナイト2000のレプリカ車両

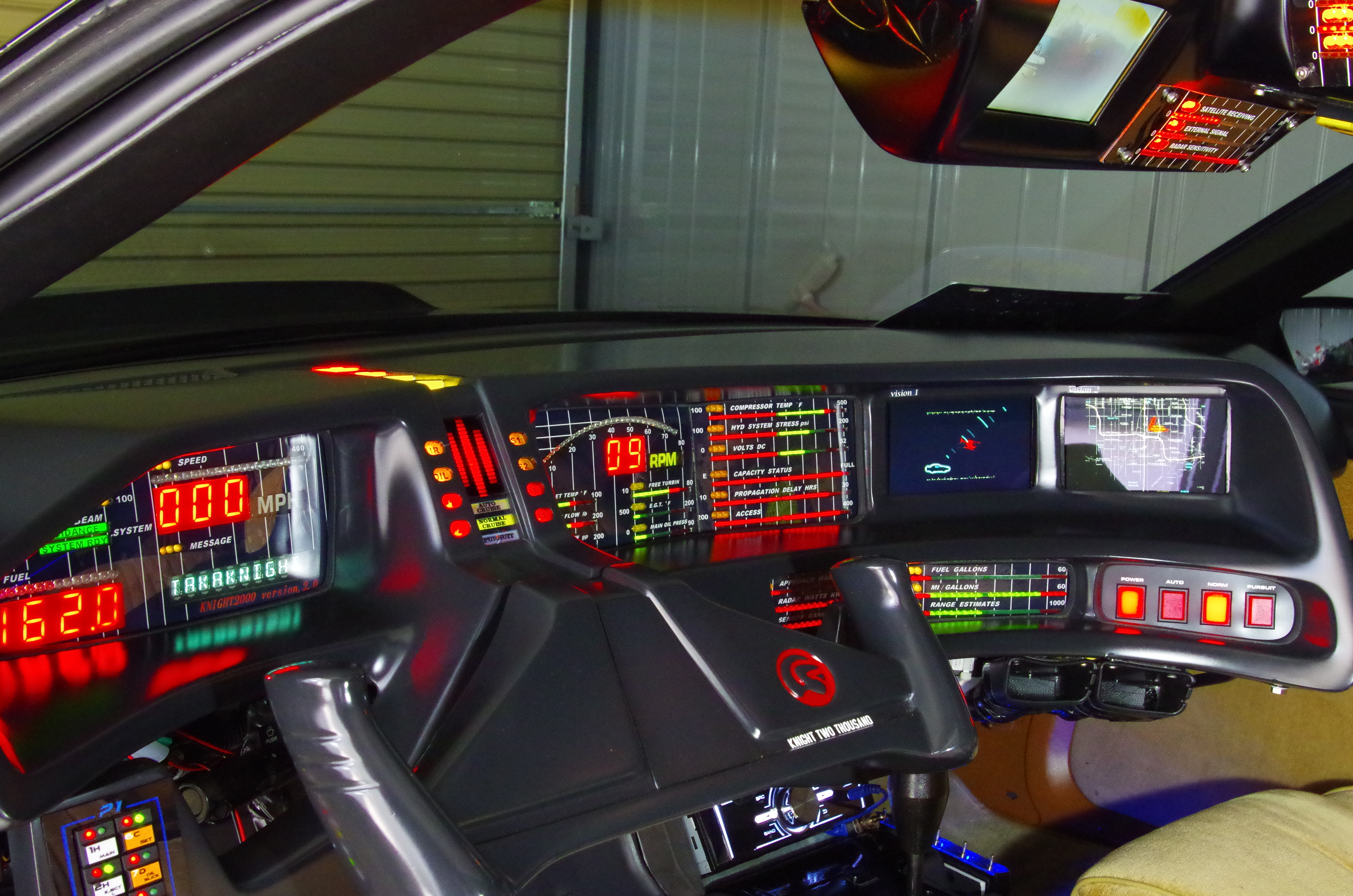
ナイト2000の運転席（写真はレプリカモデルの前期仕様）

ナイト2000（Knight Industries Two Thousand、K.I.T.T.）は、アメリカで放映された特撮番組『ナイトライダー』に登場する架空のドリームカーである。

## 概要
1980年代のアメリカを代表するSFアクションテレビドラマ「ナイトライダー」において、ナイト財団の財力と科学を結集させて作られた電子頭脳搭載のスーパーカー。主人公マイケル・ナイトの愛車かつ相棒として欠かせない存在である。社会にはびこる腐敗や不正を嘆いたナイト財団の総帥、ウィルトン・ナイトとその科学チームにより開発され、ウィルトンの死後、財団の代表者となった元刑事の若き総帥マイケル・ナイトに託された。
ナイト2000は製作当時（1982年）では目新しい、未来的な流線型のフォルムをもって登場したGM社のポンティアック・ファイヤーバード・トランザムをベースとしており、フロントバンパー中央の左右に赤く点灯するスキャナーライト、内装にぎっしり詰め込まれたLEDと電飾付きのスイッチパネル類（個々のボタンにオン・オフを示すランプが付属する）、さらに正義のヒーローでありながら、漆黒のボディを持つという特徴がある。
ナイト2000は現在に至るまで斬新さを感じさせる、洗練された強さと美しさを持っており、本国アメリカはもとより日本国内においても人気が高く、根強くファンを惹きつけ続けている。
劇中においては銃弾を弾く頑丈なボディ、最高時速は300マイル(500km/h)オーバー、ジャンプや片輪走行などの派手なアクション機能もさることながら、その最大の特徴は「しゃべる車」ということである。ナイト2000は人工知能「K.I.T.T.（キット）」を搭載しており、自分で考えて言葉を話し、さらに自らの意思で走行する事もできる。礼儀正しくどこか愛嬌のあるK.I.T.T.と、自由奔放なマイケルとの掛け合いも作品の魅力の一つである。「キッド」（坊や）は誤り。

## ナイト2000の特徴
フォルムはベースとなった第3世代のトランザムを保っているが、細部にカスタマイズが施されている。主に外観に関してはフロントバンパー部が大幅にカスタムされ、中央部にスキャナーが埋め込まれており、リアテールランプには一枚板のスモークカバーが装着されている。ボンネット（ターボボンネット）、ホイール（ターボキャストリム）、リアスポイラー等は1982年デビューした当時のトランザム純正パーツが装着されている。
ナンバープレートの登録地はカリフォルニア州、文字列は「KNIGHT」。
内装インテリア部分に関しては、ダッシュボード、アームレストスイッチパネル、オーバーヘッドコンソールスイッチパネルは大幅にカスタムされており（ダッシュボード以外の操作部は本来存在しない）、ベース車の原型を留めていない。パイロット版でマイケルが運転席に座った際には、デボンに対して「ダース・ベイダーの風呂場」と表現するほど多数のランプ付きスイッチ類が運転席部分に付加されている。メーターは左側が速度計（デジタル+バーグラフ表示）、右側がタコメーター（デジタル+バーグラフ表示）。インテリア関連の明確な差異としては、シーズン1第12話までは後述のボイスインジケーターが長方形、シーズン1第13話以降はバーグラフとなっている点がある。シーズン1第8話に初登場するプロトタイプ「K.A.R.R.」は作中計2回登場しているが、いずれも上記でいう前期仕様である。K.I.T.T.（後述）が発声すると、ステアリングコラムのダッシュボードと接する部分に設置されたボイスインジケータが発光する（初期は文字通り方形のランプが明滅するだけだったが、のちに“バーグラフの伸縮”風に変わった）。またハンドルは“全方向回転型・ロケットボタン付”と呼ばれているように、円形ではなく飛行機の操縦桿のような形状。右グリップステーにナイト財団のエンブレムが入っている。
シートベルトに関しては標準の3点式が装備されているが、劇中ではパイロット版にあたる第1話のデモリション・ダービーでのシーンで4点式のものが使われていたのみで、それ以降は使われることがなかった(機能としてレーザーシートベルトと言う衝撃を緩和する言わば不可視のシートベルトが備わっている。)。

## 装備

### 分子結合殻
ナイト2000のボディは分子結合殻（ぶんしけつごうかく、Molecular Bonded Shell）で覆われており、あらゆる物質より硬く、強靭とされている。黒いボディは塗装ではなく、この分子結合殻を組み込んだことによる。これによってナイト2000は銃撃や爆発や衝突など、ほとんどの物理的攻撃を弾くことができる。劇中では厚さ80 cmのコンクリートをも突き破り、爆発物を車体の下やトランクルームに放り込んで処理するといったことも行っている。
分子結合殻生成の化学式は機密事項であり、ウィルトン・ナイトは信頼のおける3人の人物に対して個別に、この式の全体の2/3ずつ（A、B、C式の全3つをそれぞれに「AとB」「BとC」「AとC」）を託した。つまり、この3人のうち2人が揃えば化学式A・B・Cが完成する。その3人の人物はエリオット（AとC。シーズン2第1話で登場、エリザベスに構造式を聞き出された後に死亡）、クインラン（BとC。シーズン4第1話で登場、ノルドストロムに構造式を聞き出された後人質にされていたが、マイケルに救出される）、そしてデボン（AとB）の3人である。結果としてその分配が仇となりナイト2000を狙う敵に化学式を盗まれ、殻の化学結合を分解してしまう溶液や、分子結合殻で覆われた巨大トレーラー「ゴライアス」（GOLIATH、ゴリアテの英語読み）を生み出すこととなった。
分子結合殻によって、基本的には敵側のほとんどの攻撃に対して無傷な場面が描かれているが「絶対的な無敵」ではなく、作中では全シリーズ通して4回壊滅的なダメージを受ける場面がある。
- 1度目はシーズン2第1話にて、同じく分子結合殻に覆われた巨大トレーラー「ゴライアス」に激突された事による。マイケルがゴライアスを見くびっていたためにほぼ半壊状態となり、通信装置を含むあらゆる機能が損傷した他、ターボジェットエンジンの要であるタービンの羽根が9割ほど欠け、衝突したボディ右側面とボンネットが大きく破損している。
- 2度目はシーズン3第1話にて、マフラーに赤い殺人カーのミサイルの直撃を受けた事による。着弾寸前で咄嗟にK.I.T.T.がマイケルをシート・イジェクションで車外へ脱出させた。K.I.T.T.は自力で動いたり会話したりする事は可能であったが、光学系センサーが破壊されたようで、昼間であるにもかかわらずボニーに「真っ暗で何も見えない。夜ですか？」と尋ねている。
- 3度目はシーズン3第13話にて、廃溶液の沼に沈められた事による。産業廃棄物業者の犯罪の証拠を掴むために敵地に潜入していたマイケルとK.I.T.T.だったが、ナイト2000の車体ごと敵のフォークリフトに持ち上げられてしまい、そのまま廃溶液の沼に投げ落とされた。
  - 計4回の甚大なダメージの中で最も深刻なものとされている。ボディはかろうじて原型を留めたものの、内部のシートやハンドルをはじめとしたパーツ、機器類はほとんど溶け、K.I.T.T本体も破壊されたため、ボニー曰く「残ったのは骨のような車体だけ」になってしまった。

- 4度目はシーズン4第1話にて、装甲車「ジャガーノート」の猛攻を受けた事による。直前に散水車を装って分子結合殻を分解する特殊溶液を浴びせられていた事により結合殻が機能せず、完膚なきまでに破壊されてしまった。

ただし、これらが逆に要因となって進化するといったパターンもある。
- 赤い殺人カーのミサイル直撃からの修復時には、インテリアが後期仕様にバージョンアップされ、新機能として「自己診断システム（従来のものの改良型）」「IGP（三次元解析装置：変装している人物の本当の顔をCGで再構成する機能）」「EGM（発電モード：小さな町1つ分の電力を発生させる機能）」「ポリフォニック・シンセサイザー（地球上のあらゆる音を再現する機能）」「高熱源を表示する機能」が追加された。これらの機能はボニーが単独で手がけている。
- ジャガーノートによる破壊からの修復時には、「SPM（スーパー追跡）モード」「EBS（緊急ブレーキシステム）」「コンバーチブルモード」が追加された。これらの機能はボニーのほか、RC3とその仲間の協力を得て手がけている。

パイロット版の原語版では、マイケル・ロングの愛車であったトランザムとナイト2000は別の車両であることがデボンから語られているが、日本語吹替版では「ナイト財団がマイケル・ロングの愛車だったトランザムを持ち帰り改造したもの」とされている。
番組放映からかなりの年月を経ているが、DARPAグランド・チャレンジ等のロボットカーのニュースがあると、ネットでは必ずと言っていいほどこの車の話題が出るなど、現代においても強い印象を残している。
2008年には日本の＋EST（プラスエスト）株式会社がユニバーサル・スタジオ公認でトランザムをナイト2000にカスタムする為のパーツを開発販売していた。さらに2012年にはトランザムを電気自動車に改造した上でナイト2000仕様にカスタムして販売する業者も現れている。

### 機能・走行性能
走行性能
パワーブースター搭載で、完全に静止した状態からの0 - 100 km/h加速は0.2秒。0 - 400 mのタイムは4.286秒で、到達速度は480 km/h。110 km/hから停止するまでの制動距離は4.2 m。
ターボブースト
車体をジャンプさせる機能。障害物や断崖を飛び越えたり、閉じ込められた空間からの脱出に使用される。起動には酸素が必要。
水平距離15 m以上のジャンプが可能で、またジャンプの角度は「軌道ガイド」（シーズン2から登場するシステムでエイプリルが追加した機能）を併用することで任意に設定可能であり、最大角は60度。リバース（バック）および停車している状態でも使用可能。またバックで使うときには「REVERSE TURBO BOOST」という別のボタンがある。
この他にも走行中の急加速にも使用されていた。ただしこちらの用途に関しては後に「ROCKET BOOST」という別のボタンが実装され、以降それぞれ独立した機能となった。
またこれらとは逆に下り坂で暴走状態でのブレーキとして使用する場面もあった。
パイロット版日本語吹き替えでのみ「ジェットブースト」と呼ばれる。同様に日本語吹き替えでは「ターボジャンプ」と呼ぶ場面が非常に多い。
使用時はオプションボタン「TURBO BOOST」で発動する。
シーズン1ではボタンを押すシーンが無くいきなりジャンプするといった場面が多々あったが、シーズン2以降はジャンプする際には必ずボタンを押すシーンが挿入されるようになっている。ボタンを押すシーンが挿入されていない場面もごくたまにあるがその場合ボタンを押した音だけは鳴っている。初使用場面はシーズン1第1話。また、シーズン3第19話の終盤でマイケルとは別行動であった場面で、この機能を使用したシーンで明らかにマイケル及びマイケル以外の第三者も含めナイト2000の車内に人物が誰一人乗っていない場面でK.I.T.T.が自動操作しているシーンでは、第三者が人差し指でボタンを操作している場面が挿入されている。
オイルスリック
車体後部からオイルを散布し、後続車をスリップさせる。初期は文字通りオイルを垂れ流す方式であったが、後期ではノズルから散布する方式となっている。別名「オイルのごちそう」。使用時はオプションボタン「OIL」（前期仕様）、「OIL SLICK」（後期仕様）で発動する。初使用場面はパイロット版（＝シーズン1第1話）。
スキーモード
片輪走行。主に路上の障害物の間をすり抜ける際に使用する。左右両輪可能で、バック走行の状態でも使用可能。シーズン3第1話では、前後から迫る赤い殺人カーのミサイルをかわし、相討ちさせるために使用した。使用時はオプションボタン「SKI MODE」で発動する。初使用場面はパイロット版（＝シーズン1第1話）。
スモークリリース
車体後部から煙幕を発生させる機能。追いかけてくる後続車やヘリコプターによる上空からの襲撃の際等、相手の視界を奪う用途で使用される。使用時はオプションボタン「SMOKE RELEASE」で発動する。初使用場面はシーズン1第1話。
レトロロケット
名前のとおりロケット弾。フロントノーズから発射し、洪水を防ぐために崖を爆破する際に使用。使用時はオプションボタン「ROCKET FIRE」で発動する。初使用場面はシーズン1第6話。
ティアーガス
車体後部から催涙ガスを発射する機能。多人数での銃撃戦の際に相手を行動不能にする用途で使用。使用時はオプションボタン「TEAR GAS」で発動する。初使用場面はシーズン1第13話。
グラップリングフック
ノーズ先端・トランクキーシリンダー部分から、対象物にアンカーを打ち込む。底なし沼からの脱出や他の車を牽引する際などに使われた機能。使用時はオプションボタン「GRPLG. HOOK」で発動する。初使用場面はシーズン1第6話。シーズン2第17話の終盤で使用した際、ボタンを押すシーンが通常時と異なり『赤一面のパネルに白い文字で「GRAPPLING HOOK」の表示に白い四角のボタン』を押して使用していた。
火炎放射
ロケットブースターに点火し、車体後部から炎を放射する。熱線追尾ミサイルをかわす為、別の熱源を作る目的で使用（後の「ウルトラマグネシウム」も同様の目的で使用）。また、逃走する装甲車のキャタピラを焼きつかせる際にも使用した。初使用場面はシーズン1第2話。
ウルトラマグネシウム
シーズン2第3話「殺人ヘリ攻撃ミサイルの恐怖!決死の空中戦 超パワー全開（原題:Merchants Of Death）」で、敵の戦闘ヘリコプターに装備されている熱線追尾型のスレッジハマー・ミサイルに対抗する為、エイプリルが開発していた試作品を装備したもの。上記の「火炎放射」機能の進化版で、車体後部から物体を発火させて投下し、熱線追尾ミサイルをかわす為の囮となる別の熱源を作る。使用時は先述のレトロロケットと同じオプションボタン「ROCKET FIRE」で発動する。初使用場面はシーズン2第3話。
マイクロジャム
障害物の回線をショートさせるのをはじめ、電子機器の妨害を行う機能。日本語吹替えではシーズン2以前では「妨害電波」、「マイクロウェーブ」と回によって名称が異なるが、シーズン3以降は「マイクロジャマー」で統一されている。使用時はオプションボタン「MICRO JAM」で発動する。初使用場面はシーズン1第8話でこの時点ではK.I.T.T.ではなくK.A.R.R.が先に使用しており後にK.I.T.T.にも追加された機能でK.I.T.T.が初使用した場面はシーズン1第13話。主に『ヘリコプターを引きずり下ろす用途』で使用することが数多く、初使用のシーズン1第13話でもこの用途で使用、ただしこの時は結局逃げられてしまい結果的には失敗に終わっている。次回に使用したシーズン2第3話では出力をこれまでの3倍まで高め殺人ヘリを撃墜できるようにグレードアップしており撃墜に成功した。以降のシーズン2第19話やシーズン3第7話及び第20話やシーズン4第17話でも同じくヘリを引きずり下ろしている。シーズン4第3話で主犯格がジェット機で逃走を図る際機能を狂わせその場を延々と旋回させるだけにする用途でも使用している。シーズン1第5話でまだこの機能が備わってなかった時のヘリ対策はマイケルがナイト2000のルーフからヘリに飛び移り、刺客を落とした後再びナイト2000に飛び降りていた。なおその後のマイケル曰く2度と御免とのこと。
マイクロロック
車のハンドルや車輪、爆発物のタイマーを物理的にロックさせる。上記のマイクロジャムとは全く別の機能。ただしこの機能を発動中は他のコンピューターへのアクセス送信は不可能になるという制約がある。使用時はオプションボタン「MICRO LOCK」で発動する。初使用場面はシーズン2第1話。
ウィンチ
4輪駆動車（ピックアップトラックなど）に搭載されているものと機能は同様。制限荷重100kg（人間2人を同時に引っ張り上げるとオーバーヒートする）。上述のグラップリングフックと併用される事が多い。初使用場面はシーズン1第12話。
オートルーフ（左右共通）
ガラストップルーフの自動開閉機能。開閉方式は、Tバーを支点にして上方へ開く、あるいは水平方向にスライドするの2通りがあり、時には人力での着脱も可能。主に「イジェクト」と併用される。使用時はオプションボタン「AUTO ROOF "L"」（ドライバー側）、または「AUTO ROOF "R"」（ナビゲーター側）で発動する。初使用場面はパイロット版（＝シーズン1第1話）。
車高昇降システム
車高が上がり、オフロードで凸凹した道でも車体を磨ることなく走行できるようになる機能でエイプリルが付けた装置。使用時はオプションボタン「H.T.D.D.」（High Traction Drop Downs）で発動する。初使用場面はシーズン2第16話。
シートイジェクト（イジェクト：左右共通）
ナイト2000の車内から、ドライバー・ナビゲーターを強制的に車外へ射出する。緊急時にK.I.T.T.の機転でマイケルを救った事もある。イジェクトをキャンセルするにはLED左側のボタンを押さなければならない。キャンセルボタンは助手席のみに作用する。射出力はK.I.T.T.が制御するので、主にマイケルが塀を飛び越えたり屋上に上がったりする際に使用される。また、パーソナルジェットで空中を浮遊する犯人を捕まえる際に使用された事もある。使用時はオプションボタン「EJECT "L"」（ドライバー側）、または「EJECT "R"」（ナビゲーター側）で発動する。初使用場面はパイロット版（＝シーズン1第1話）。
オートドア
ドアを自動開閉する機能。使用時はオプションボタン「OPEN "LEFT"」、「CLOSE "LEFT"」（ドライバー側）、または「OPEN "RIGHT"」、「CLOSE "RIGHT"」（ナビゲーター側）で発動するが、大抵はマイケルがナイト2000に乗り込む際にK.I.T.T.が自動で操作するので、手動で操作をすることはまず無い。またドア開閉時の射出力はK.I.T.T.が制御するので、犯人などを追い詰めてパワー全開で開閉し叩き飛ばすこともある。別名「ドアビンタ」。初使用場面はパイロット版（＝シーズン1第1話）。
ノーマルクルーズ（通常運転）
普通の車と同じく、ドライバー自身がナイト2000を操縦する。初使用場面はパイロット版（＝シーズン1第1話）。
使用中はボイスインジケーター下部にある表示パネル「NORMAL CRUISE」（前期型は「黄色」で「中段」位置、後期型は「緑色」で「最上段」位置）が点灯する。
オートクルーズ（自動運転）
ナイト2000をK.I.T.T.が操縦する機能。運転技術はK.I.T.T.の方がマイケルより上。初使用場面はパイロット版（＝シーズン1第1話）。
ノーマル⇔オートのモード切替はK.I.T.T.が自発的に行う他、運転席右側ダッシュボードに設置されているモニターの直下に配置された4つある四角いボタン（左から順にPOWER・AUTO・NORMAL・PURSUIT）でも手動操作が可能。
使用中はボイスインジケーター下部にある表示パネル「AUTO CRUISE」（前期型は「黄色」で「最上段」位置、後期型は「緑色」で「中段」位置）が点灯する。
追跡モード（正式名：パシュートモード）
ナイト2000のタービンブースターを起動、瞬時に速度を上げる。
シーズン4以降は最高速度を40％向上させる「スーパー追跡モード、正式名：スーパーパシュートモード（Super Pursuit Mode）」（以降『SPM』と表記）が追加され、起動すると車体各部が空気抵抗を低減させる形状に変形し、従来の追跡モードを遥かに上回る超高速走行が可能となる。日本語吹き替えでは「スーパーモード」と呼ぶ場合がある。なお、SPM時の減速および停止は「緊急ブレーキシステム（Emergency Braking System）」（以降『EBS』と表記）を用いるが、EBSボタンを押してからフルブレーキに移ることになる。EBS自体はルーフと左右のリアクォータパネルから展開するフラップの空気抵抗で停車するという単純な機構。
それぞれ使用時は、前者はクルーズ（運転）モード切替スイッチボタン「PURSUIT」で発動し、後者はスライド開閉式のオプションボタン「SPM」（緑）と「EBS」（赤）でそれぞれ発動する。追跡モードの初使用場面はパイロット版（＝シーズン1第1話）で、SPMおよびEBSの初使用場面はシーズン4第1話。
実際には不可能なので、映像は単なるフィルムの速回しが行われる。
どちらのモードでも使用中はボイスインジケーター下部にある表示パネル「PURSUIT」（「赤色」で「最下段」位置）が点灯する。
自動衝突回避装置
人命が危険にさらされている場合を除き、どんな障害物も回避できる。
セキュリティアラート
ドライバーに危険が迫っている事を知らせる知覚装置。初使用場面はシーズン1第6話。
レーダー
ナイト2000に設定した半径内の状況を検知する。
ビデオ再生機能
ダッシュボードにある2つのモニター（ただし前期仕様のみ）のうち、右側のモニターを使用。K.I.T.T.が記録した映像を再生する。
自動車電話
ダッシュボードにある2つのモニター（ただし前期仕様のみ）のうち、左側のモニターが優先的に使用される。現代で言うテレビ電話と同様。
後期仕様では1つの大型ワイドモニターに統合されたことで両方の機能をこの1つのモニターでまかなっている。前期仕様ではシーズン2第3話のように「写真」と「現場」を左右に並べて比較するいう用途に用いられたこともあった。
赤外線追跡スコープ
赤外線を使用し、半径16kmの状況を監視する。
プリンター
モニター下部のスリットから出力される。テキスト、グラフ、顔写真などをプリントできる。ビデオ再生機能も併用される場合がある。
監視モード（正式名：サーベイランスモード）
マイケルがナイト2000を離れる際頻繁に用いられた機能。半径60m内で起きている不審な活動を検知する知覚装置。機能動作中は"SURVEILLANCE MODE"のLEDバーグラフが伸縮して表示する。
水上走行装置（正式名称は水上シンセサイザー）
ナイト2000の水上での走行を可能にする装置。試作レベルであり、防水区画に問題があった為にシーズン2第5話の1度しか使用されていない。なおシーズン2第9話「壮絶ジャングル戦！絶体絶命！ナイト2000底なし沼脱出不能!!」では取り外されていた為に底なし沼からの脱出では使用出来なかった。
レーザー
フロントノーズに搭載されている、ナイト2000の数少ない武装の一つ。主にK.A.R.R.およびゴライアスとの対決時に切り札として使用された。
パワーパックの容量に制限があり、発射可能な回数は2～5発程度と少ないが、1発辺りのエネルギー消費量で最大発射限度数が変わる（シーズン1第8話「ナイトライダー6・激闘!善と悪2台のナイト2000」では2発、シーズン2第1話「ナイトライダー2・無敵ゴライアスVSナイト2000」では3発、シーズン3第5話「悪魔のナイト2000カールまたまた出現!復讐の空中大勝負!!」では5発発射している。なお、シーズン3第5話ではK.I.T.T.ではなくK.A.R.R.が使用している（本来はK.I.T.T.に装備させるべく用意していたものをK.A.R.R.が強奪したため）。初使用場面はシーズン1第8話。
初使用場面でのシーズン1第8話「激闘!善と悪2台のナイト2000」では「レーザー発射トリガー」は「外付け」でなおかつ助手席に乗るボニーから（いわゆる「マニュアル」で）の人力操作であったが、以降の場面ではオプションボタン「LASER」からの操作で発射している。
発射形状は対K.A.R.R.および対ゴライアス戦などの対決場面では単発ビーム型であるが、シーズン2第8話「盗まれたナイト2000・知能戦!天才マイコン少年vsキット」では、絵画を輸送するトラックの外装を切断するため照射ビーム型で使用されている。
また発射時の色は、対K.A.R.R.戦では緑、対ゴライアス戦では青、「盗まれたナイト2000・知能戦!天才マイコン少年vsキット」では赤となっている。
ライセンスプレート偽装機能
警察の包囲網を潜る際に使用した機能で本来のライセンスナンバーである「KNIGHT」から「KNI 667」に変更する。使用時はオプションボタン「LIC. PLATE」で発動する。初使用場面はシーズン2第2話。
アナライザー
科学物質分析器。外見はカセットデッキに見えるが、調べたい物を入れると成分や原料が解る分析装置。また日本語吹き替えでの別の呼び方があり科学分析器、スペクトル分析とも言っている。初使用場面はシーズン2第5話。シーズン3第1話でナイト2000の内装がいわゆる後期型にバージョンアップしたのと同時に、形状が変更されている。
サイレントモード
エンジン音を消して敵の車を追跡または尾行したり、敵のアジトに無音の状態で潜入するとき等に使う機能。エイプリルが追加した機能で初使用場面はシーズン2第14話。
緊急パラシュート
ナイト2000のルーフ部分から開くF.L.A.G.の文字が書かれたパラシュートでエイプリルが追加した装備で緊急時に作動せずマイケルがオーバーヘッドコンソールを何度も叩いて作動した。シーズン2第17話の1度しか使用されていない。
その他の機能
血液解析装置、メディカル分析装置、自己診断機能、酸素供給孔、二酸化炭素による消火機能、超音波で動物を誘う機能、録音した会話から言葉をサンプリングし作文する機能、他人の声を模写するボイスシンセサイザー機能、車高調節装置、油圧リフトなど。
プロトタイプであるK.A.R.R.は基本的機能に関してはK.I.T.T.とほぼ同じであるが、いずれも前期仕様であるため後期仕様になってから追加された機能（SPM他）に関しては一切未搭載である。だが1つだけK.I.T.T.より先にK.A.R.R.のみが付いていたのがマイクロジャムで後にはK.I.T.T.にも新機能として追加された。
マイクロジャムと各種解析能力は、マイケルが腕に嵌めている腕時計型ツール「コムリンク」（Communication-Linkage）によってリモートでも活用可能。
強奪・悪用阻止のセキュリティは様々に描写され（乗り込まれてもシートイジェクトで追い出す、これ以前にドアを開けようとすると指紋で判断し、ノブに電流を流して感電させるなど）ているが、どうなっているのかは不明。とりあえず身内（マイケル、デボン、ボニー、エイプリル、RC3）とK.I.T.T.本人が容認した（ゲスト）人物以外は乗れないようになっている。

## K.I.T.T.
ナイト2000に搭載されている人工知能。製造番号はAD-227529。ナイト2000本体とは基本的に同体であるが、K.I.T.T.自身は人工知能である。
正式名称はKnight Industries Two Thousandで、それぞれの頭文字をとりK.I.T.T.（キット）と呼ばれている。日本語版では初登場時に「私はナイト2000に内蔵されているコンピュータの声です、『ケイ、アイ、ティー、ティー』と呼んでください、『キット』でも結構」と自己紹介（初対面となった場面でマイケルは「キットだかキャットだか知らないけど物を言う車なんて気持ちが悪くてとてもじゃないが乗ってられないね!!　デボンに頼んで取り外すか、それとも今俺がぶっ壊すか」と嫌悪したが、K.I.T.T.は「申し訳ありませんが、どちらも不可能です」と即答した。しかし、ハッキングでナイト2000を乗っ取ることで無力化することは可能。）をした。
K.I.T.T.のプロトタイプのK.A.R.R.（カール）の正式名称はKnight Automated Roving Robotである。日本語版では「私は『ナイト・オートメイテッド・ロービング・ロボット』、『カール』と呼んでくれれば良い。未来の車の原型・プロトタイプだ」と自己紹介をした。
シーズン3第18話「爆走コンボイ軍団！トラック野郎とナイト2000」では殺人犯にされた兄の無実を証明してもらう為に財団のコンピューターに侵入した田舎町の天才少女サリー・フリン（パペット・プロップス、声：渕崎ゆり子）にその記憶容量を尋ねられた際、K.I.T.T.は「無限」と答えている。
さらに別のエピソードでは、ボンネットにダンベルを置いたボディビルダーに自己紹介した際「自分は1000メガビット（=125メガバイト）のメモリーを搭載しており、アクセスタイムは1ナノ秒です」と説明している。これらの事からも、一般的なコンピュータと一線を画す性能を備えている事がわかる（NEC・PC-9800シリーズの容量がこの十分の一）。
「運転者への奉仕」と「人命保護」を最優先にプログラミングされており、その性格は極めて利他的。ナイト2000の悪用を企む人物がK.I.T.T.そのもののシステムを書き換えても、人命最優先という基本プログラムは強固に守られ、人を傷つける事はない。運転者の人命が危険に晒されれば自らを犠牲にしてそれを守る。
会話機能は機械的ではなくスムーズなもの。ユーモアのセンスと人格を有する。その人格はウィルトン・ナイトに近いとされている。自身の発言によれば、最初はワシントンにある政府のコンピュータに組み込まれていたが、その後ナイト財団に移されたとのこと。
シーズン3第13話「ナイト2000魔の毒液に溶ける!決死の再生立ち直れキット!!（原題:JUNK YARD DOG）」では、冒頭で一度「死亡」しており、このエピソードにおいてそれらの経緯から再び立ち上がる描写が描かれている。なお日本語吹替を担当した野島昭生が全84エピソード中最も印象に残ったNo.1として挙げている。
音声回路の故障
シーズン4で2度だけだが、その端正な喋り方が一転した。1度目は装甲車ジャガーノートによって大破したナイト2000を修復していたRC3の仲間たちの会話を拾い、K.I.T.T.の再プログラミングの途中に「オレもよ兄弟!こんなのはもうウンザリだ～ナイトインダストリー2000　K.I.T.T.様の名が泣くぜ!オレをこんな目に遭わせたクソッタレ共、見ていやがれ!」と口調が変わった。
2度目はマイケルの運転がきっかけで音声回路が故障した事で「どーもこーもねーやマイキー」「ああいいとも、お前さんのためならエンヤコラだい!」「おーいマイキー、オレっちの方が参ってんだ、泣けるぜ!」「他にオレっちに出来ることはねえかい?」「ガンガン飛ばすぜマイキー!」などとブルックリン訛りになった。テレビ電話で傍受していたデボンが「“マイキー”だって?　泣けるね」と溜息をついたほど。
また1度目の時は「彼いつもこんな感じなの?」と聞いてくるマータ・シモンズ（パメラ・スーザン・シュープ、声：上田みゆき）にマイケルが正しく訂正していた。2度目の時はマイケル曰く「ブルックリン訛りのK.I.T.T.は頭の中の回路がショートしそうになる」とのこと。どちらのエピソードもボニーの修理で完治している。
また、シーズン4でプログラムを乗っ取られた際にも若干口調が変化しており、特にマイケルと対峙するシーンでは、通常「私」である一人称が「俺」となっており（「大人しく座って俺の命令に従うんだ」など）さらに同場面においては通常「あなた」である二人称が「お前」となっていた（「お前に警告する!!そこから出ることは許さん!!」など）（原語では「ain't」というスラングを使っており、エピソードラストでRC3にその点をからかわれ、自己嫌悪に陥っていた）。ただし、K.A.R.R.に対してだけは常に「お前」と言っている（「K.A.R.R.、もっと周りを見て走れ!お前だけの道路ではないぞ!!」など）。
好き嫌い
自分がナイト2000である事に満足し、事件解決のために人間の勘を頼る事もある。
一般的な車と同等に扱われる事や、犬をはじめとする動物〈劇中の犬以外では、黒猫(黒毛の塊と呼んでいた〉、牛、馬、ロバ〈名前が同じ「キット」という〉、ウサギ、子供のライオン、メスの虎、ワニ、オランウータン〈原版ではキング・コング、日本版ではキング・コングのミニチュア版、類人猿と呼んでいた〉に遭遇）が嫌いであるが、時折他の車（乗用車だけでなく、工事用車両に対しても）を思いやる発言をしたり、保健所の職員に追われていた野良犬をかくまうといった動物に対する優しさを見せたりもする（動物に関しては、時間をかけて接することで仲良くなる事もある）。
反面、バイクに対しては「進化の乏しい乗り物」、「車輪付きほうき」などと表現して軽蔑。四輪の自動車より格下と見ているふしもある。
飛行機が苦手で高所恐怖症である。これは製作者のボニーも同じでK.I.T.T.のプログラミングに自分が苦手な事をプログラムした為である。
大のクイズ好きで、ヒット曲のボーカルを消してマイケルにイントロクイズを出していた事もある他、駐車中に配られた自動車用品店のチラシのクイズに全問正解し、賞品を総ナメにした事もある。コンピュータであるため、チェッカーやチェス、ブラックジャックといったゲームも得意である。またジョークもたしなみ、度々マイケルに披露するものの受けは今ひとつであるが、マイケルが敵に毒を注射された時には、毒により衰弱していくマイケルを眠らすまいと、敵の乗った飛行機を追跡する道中必死にジョークを言い続けていた。
音楽はクラシックが好みであるが、チューバの音色は嫌う。マイケルが好んで聞いているロックに対しては、「センサーがショートを起こしそう」と表現するほど拒否反応を示す。シカゴブルースに触発されて一度だけ歌を歌ったことがあるが、お世辞にも歌とは言いがたいものであった（歌というよりはハミングやコーラスに近かった）。
工場廃液に落とされて再生された直後や装甲車ジャガーノートに破壊される前には、人間から見て自分の価値がどの程度であるかについてこだわったり、他の一般的な車がモデルチェンジを繰り返すのに対し、自分は未だモデルチェンジをしていないことに不満を持ち、「人間より車の方が早く年をとって当然」と嘆く場面もあった。ジャガーノートの猛攻による大破から復活した後は、｢スーパー追跡モード｣、｢緊急ブレーキシステム｣および｢コンバーチブルモード｣といった外見を変化させる機能が追加され、自身もその変化に大いに満足している。
その他
最初期は淡々とした性格だったが、マイケルを含め多数の人間と接していくうちに、人間の人間らしさや感情を学習し、シーズンの進行と並行してK.I.T.T自身も成長していった。
キットの声優はウィリアム・ダニエルズ（William Daniels）が、日本語吹替版では野島昭生が、それぞれ担当している。

## ナイトフラッシャー

### 概要
- ナイト2000のフロントノーズ部に装着されたナイト2000を特徴付ける装備の1つで、作中では俗称としてスキャナーと呼ばれる。市販製品ではナイトフラッシャーないし、番組名からナイトライダーの名称で販売される例が多い。

### 動作
- およそ40cm前後の範囲で横一列に8個並んだ赤色（作中におけるK.I.T.T.、または初登場時のK.A.R.R.）、もしくはアンバー（再登場時のK.A.R.R.）の光源が、徐々に光度を上げながら一旦全点灯し、徐々に光度を下げつつ全消灯する（オープニング演出）。以後は左端から右端までを往復するように、残光を残しながら1灯ずつ順次点灯、消灯を繰り返す。
- シーズン2第8話「盗まれたナイト2000・知能戦!天才マイコン少年vsキット」でナイト2000のボディが盗まれ、K.I.T.T.本体と別々になっている間は両端から2方向でそれぞれ1灯ずつ順次点灯、消灯を繰り返し中央で交差するような動作となっていた。

### 販売された非公式品など
- 非公式の青色の物もある。
- 既製のナイトフラッシャーは残光が無いものや光源がLEDであったり、光源の数が少ないなど様々であった。
- 自動車用品としてのナイトフラッシャーは、放送終了後も現在に至るまで、インターネットなどを通じて数多く売買されている。
- 市販品では5灯の電球タイプで、灯火としての要件を満たす300cdを超える光度を持ち、残光の無いものが一般的である。
- 日本の道路運送車両法、道路交通法では取付及び光らせることは違法である（ナンバープレートが付いているクルマ）。「自動車の前面に表示する赤色の灯火」や「方向指示器等以外の点滅灯火」を備えることは保安基準に抵触する（緊急自動車のみが許される）ため整備命令の対象になり、整備不良の対象となるので、備えることは出来ない。電気配線および電球（バルブ）を取り除けば、ナイトフラッシャーがフロントグリル部へ装着されていても問題ない（電球および電球と配線を繋ぐコネクターを取り外し、すぐに接続できるということが明らかに分かる状態では検査（車検）に合格することは出来ない）。
- 自転車用も『ナイトライダー』の放映当時は発売されていた。
- 米国プラモデルメーカーmpc社製ナイト2000に組み込む事が出来るナイトフラッシャーのユニット基板がツクダホビーから発売されていた。

### 参考
コンピュータプログラムによるナイトフラッシャーの再現（外部リンク） - 総合情報通信技術研究機関 ADS 名古屋電算技術室
- ページ下部の「Script samples」にある「Knight flasher」を1回押す[注 25]と、ページ上部の「Formula」ウィンドウにナイトフラッシャーを再現するための式が入力される。その状態で演算ボタン（ページ内キーボード最下段の「＝」ボタン[注 26]）を押すとページがリロードされ、「Answer」ウィンドウ上にナイトフラッシャーが再現される。
- 式中の変数、KITTの値を変更（0か1）すると光源の色が変化し、Afterglow値を変更すると残光の長さが変化し、Wait値（ミリ秒）を変更すると往復速度が変化する。
- Wait値を20～30に設定すると、作中におけるSPM使用時のナイトフラッシャーに近い速度となる。作中に登場するSPM使用時の描写は映像を早回ししているに過ぎないため、残光の長さ自体に変化は見られない。作中においては、SPM使用時のケースとは対照的に、K.I.T.T.の整備時などにナイトフラッシャーの動作が遅くなり、残光の大半が失われる描写もある。その際のナイトフラッシャーの動作を上述のプログラムを用いて再現する場合、Wait値が200、Afterglow値が2程度となる。

## 関連商品（ライセンス取得品）

### ミニチュアモデル
- 国内ではダイキャスト合金のミニモデルが主に青島文化教材社のスカイネットブランドから発売されていた。中にはナイトフラッシャーも再現され、日本語吹替を担当した野島昭生の声が録音されたADPCM音声回路を搭載したナイト2000スケールモデルがある。同社からはその他にも1/18、1/43等様々なナイト2000のスケールモデルが発売された。
- バンダイが販売代理権を獲得していた頃にホットウィールの「キャラウィール」シリーズから2001年9月に品番cw22としてK.I.T.T.と2003年8月にコレクターズエディションとしてK.A.R.R.がそれぞれ発売された。2012年には本家ホットウィールのベーシックカーシリーズからK.I.T.T.が発売され、同年には劇用車ばかりラインナップしたシリーズのレトロエンターテイメントからもK.I.T.T.とK.A.R.R.とSPMバージョンが発売された。以降もパッケージを変え再度発売された。2022年9月にはK.I.T.T.とK.A.R.R.を2台セットにしたパッケージも発売された。他にも1/18や1/43のスケールモデルであるK.I.T.T.とK.A.R.R.も発売された。
- 海外メーカーでは放送開始当時の1982年頃にERTL社から1/16と1/25と1/64のスケールモデルや、KENNER社からはボイス機能を搭載した1/12の大きなスケールモデルや1/64の小さいスケールモデルが発売された。
- タカラトミーが販売するトミカシリーズで2021年11月から展開する新たなラインナップで映画、テレビや漫画等の作品に登場する車種を製品化したトミカプレミアムunlimited 品番No.3としてナイト2000 K.I.T.T.が発売されたが23年6月をもって絶版となった。

### プラモデル
- 放送開始当時の1982年頃に米国メーカーmpc社から1/25スケールモデルのナイト2000が発売された。その後この金型を使いAMT/ERTL社から複数回に渡り再発売された。1991年には「ナイトライダー2000」に登場するナイト4000の1/25スケールモデルもAMT/ERTL社から発売され、2003年にも再発売された。同時期にはmpc社の金型を再利用し、ツートンカラーに塗られたK.A.R.R.も販売された。
- 2008年7月には国産メーカーの青島文化教材社より完全新規金型の商品としてK.I.T.T.（シーズン1仕様、シーズン3仕様、シーズン4仕様）、K.A.R.R.（シーズン3第5話後半に登場したツートンカラー仕様）、シーズン4から登場するスーパー追跡モード（Super Pursuit Mode）の1/24スケールモデルが発売された（2019年12月と2021年9月にも初回限定バージョンを除くラインナップを再発売した）。2023年6月には8個のLEDを使用しリアルに再現したスキャナーと吹替版K.I.T.T.役『野島昭生』氏の音声を組み込んだ音声再生ギミックユニットを搭載したシーズン1仕様と8月にはシーズン4仕様がそれぞれ発売された。[2]

### プルバックミニカー
- 青島文化教材社のスカイネットブランドからK.I.T.T.とK.A.R.R.の両モデルが発売。こちらは株式会社タカラとのタイアップ商品でチョロQシリーズに含まれる。全長5cmの小スケールながら、ナイトフラッシャーの発光も再現されている。

### ラジコン
- 青島文化教材社のスカイネットブランドから1/28 R/Cミニッツレーサーシリーズのラジコンとラジキャラが発売されており、K.I.T.T.とK.A.R.R.が共々ラインナップされている。また1/28 R/Cミニッツレーサー用ボディセットも発売されていた。
- 上記と同じく青島文化教材社のスカイネットから1/15スケールのラジコンカーで送信機からの操作にて吹替版K.I.T.T.=野島昭生の声で喋る機構つきのナイト2000が2007年10月に発売された。
- タイヨーのラジカンシリーズからもK.I.T.T.が発売されており、ナイトフラッシャーもLED4灯で再現されている。

### その他の商品
- ナイト2000型の携帯電話置き台（着信にボイスインジケーターが反応する）や、タミヤ製ミニ四駆用ボディー等が存在する。
- キット役の野島昭生の声が録音された自動車用セキュリティーシステムやカーナビゲーション等もある。

## 補足
- 2008年の「東京オートサロン2008」でナイト2000が展示された。
- 2021年、ナイトライダーシリーズで主演したデビッド・ハッセルホフが個人所有していたナイト2000がオークションに出品された。この車両は撮影に使われたものではないがダッシュボードやコンソールには装飾が加えられていた[3]。